# باسشی
باسشی (به قزاقی: Basshi) یک منطقهٔ مسکونی در قزاقستان است که در شهرستان قربولاق واقع شده‌است. باسشی ۱٬۸۳۱ نفر جمعیت دارد.